# Marengs
Marengs ([mɑˈʁaŋs]) er en dessert af pisket æggehvide og sukker. Tit tilsættes også en syre som eddike eller vinsten.
Marengs bliver ofte tilsat smag som vanilje og en smule mandel- eller kokosekstrakt.
Marengs er søde med en sprød overflade og luftigt indre.

## Kemi
Æggehvider er proteinholdige, og når de piskes denatureres proteinerne og giver den stive struktur. Den tilsatte syre hjælper til denatureringen af proteinerne, og derfor er en marengs med syre mere stabil end uden. Mange syrer er ildesmagende, og det er ikke strengt nødvendigt at tilsætte syre. Vinsten har ingen smag og benyttes derfor ofte.

Det er vigtigt, de tilsatte smagsgivere ikke er fedtholdige, da fedt nedbryder marengsens struktur.

## Forskellige slags marengs
- Rutebiler er kakaomarengs i en karakteristisk facon, der ligner en rutebil lidt (aflang og med rillet top) 

- Marengskys er små, runde marengs med varierende smag sprøjtet ud med en stjernetyl

- Pavlova er en australsk marengskage. Den indeholder majsstivelse, der gør, at dens indre er blød og skumfidus-agtig 

- Bedstefars skæg er en klassiker i Danmark. Den består af en kagebund, et tyndt lag syltetøj eller frugtpuré og et lag marengs. Marengsen kan enten være bagt igennem og sprød - eller bagt kortvarigt og have en sprød top og som pavlovaen et blødt indre 

- Den amerikanske Angelfood-kage er marengsbaseret 

- Baked Alaska er en iskage. Is bages ind i en blød marengs 

- Marengsreder har samme tekstur som marengskys, men er sprøjtet ud så de ligner fuglereder. De fyldes med f.eks. bær, frugt eller creme. 